# Kurniki Iwanczańskie
Kurniki Iwanczańskie, Kurniki (ukr. Курники; po wojnie Zariczne, ukr. Зарічне) – dawniej samodzielna wieś na Ukrainie w rejonie zbaraskim należącym do obwodu tarnopolskiego. W 1953 roku włączona do wsi Iwanczany.
Stanowią południowo-wschodnią część Iwanczn. Ciągną się wzdłuż rzeki Hnizdecznej.

## Historia
Kurniki Iwanczańskie to dawniej samodzielna wieś. W II Rzeczypospolitej stanowiła gminę jednostkową Kurniki w powiecie zbaraskim w województwie tarnopolskim.
1 sierpnia 1934 r. w ramach reformy na podstawie ustawy scaleniowej Kurniki weszły w skład nowej zbiorowej gminy Dobrowody, gdzie we wrześniu 1934 utworzyły gromadę.
Po wojnie włączone w struktury ZSRR, gdzie przemianowano je na Zariczne (ukr. Зарічне). W 1953 roku włączone do Iwanczan.